# Estisch voetbalelftal in 2001
Het Estisch voetbalelftal speelde in totaal dertien officiële interlands in het jaar 2001, waaronder zes wedstrijden in de kwalificatiereeks voor de WK-eindronde 2002 in Japan en Zuid-Korea. De ploeg stond onder leiding van de Nederlandse bondscoach Arno Pijpers, die in het voorafgaande jaar was aangesteld. Op de FIFA-wereldranglijst zakte Estland in 2001 van de 68ste (januari 2001) naar de 83ste plaats (december 2001).

## Balans
| Wedstrijden | Wedstrijden | Wedstrijden | Wedstrijden | Doelpunten | Doelpunten | Doelpunten | Punten |
| Gespeeld    | Winst       | Gelijk      | Verlies     | Voor       | Tegen      | Saldo      | Punten |
| ----------- | ----------- | ----------- | ----------- | ---------- | ---------- | ---------- | ------ |
| 13          | 0           | 6           | 7           | 15         | 36         | –21        | 0.462  |

## Interlands
|                                                     |                                                                           |       |                                                       |                                                                                  |
| 19 maart Vriendschappelijk № 220 «onderlinge duels» | Egypte                                                                    | 3 – 3 | Estland                                               | Cairo Stadium, Caïro Toeschouwers: 3.500 Scheidsrechter: Gamal Al-Ghandour (EGY) |
| 19 maart Vriendschappelijk № 220 «onderlinge duels» | Walid Salah Abdel Latif 30' Mazhar Abdel Rahman 62' Ahmed Salah Hosny 90' |       | 34' Andres Oper 55' Marko Kristal 87' Kristen Viikmäe | Cairo Stadium, Caïro Toeschouwers: 3.500 Scheidsrechter: Gamal Al-Ghandour (EGY) |

|                                                             |                                               |       |                                    |                                                                                     |
| 28 maart WK-kwalificatie № 221 «onderlinge duels» 19:00 uur | Cyprus                                        | 2 – 2 | Estland                            | Tsirion Stadion, Limassol Toeschouwers: 3.000 Scheidsrechter: Tomasz Mikulski (POL) |
| 28 maart WK-kwalificatie № 221 «onderlinge duels» 19:00 uur | Michalis Konstantinou 47' Yiannakis Okkas 65' |       | 75' Marko Kristal 77' Raio Piiroja | Tsirion Stadion, Limassol Toeschouwers: 3.000 Scheidsrechter: Tomasz Mikulski (POL) |

|                                                     |          |       |         |                                                                                          |
| 25 april Vriendschappelijk № 222 «onderlinge duels» | Moldavië | 0 – 0 | Estland | Stadionul Republican, Chisinau Toeschouwers: 1.500 Scheidsrechter: Viorel Angelini (ROM) |
| 25 april Vriendschappelijk № 222 «onderlinge duels» |          |       |         | Stadionul Republican, Chisinau Toeschouwers: 1.500 Scheidsrechter: Viorel Angelini (ROM) |

|                                                  |                     |       |                   |                                                                                       |
| 9 mei Vriendschappelijk № 223 «onderlinge duels» | Estland             | 1 – 1 | Finland           | Linnastaadionil, Kuressaare Toeschouwers: 1.700 Scheidsrechter: Andrejs Sipailo (LAT) |
| 9 mei Vriendschappelijk № 223 «onderlinge duels» | Kristen Viikmäe 78' |       | 60' Rami Rantanen | Linnastaadionil, Kuressaare Toeschouwers: 1.700 Scheidsrechter: Andrejs Sipailo (LAT) |

|                                                           |                                     |       |                                                                                                  |                                                                                  |
| 2 juni WK-kwalificatie № 224 «onderlinge duels» 19:00 uur | Estland                             | 2 – 4 | Nederland                                                                                        | A. Le Coq Arena, Tallinn Toeschouwers: 9.500 Scheidsrechter: Ceri Richards (WAL) |
| 2 juni WK-kwalificatie № 224 «onderlinge duels» 19:00 uur | Andres Oper 65' Indrek Zelinski 78' |       | 17' (e.d.) Raio Piiroja 86' Ruud van Nistelrooij 89' Patrick Kluivert 90+2' Ruud van Nistelrooij | A. Le Coq Arena, Tallinn Toeschouwers: 9.500 Scheidsrechter: Ceri Richards (WAL) |

|                                                           |         |                                   |         |                                                                                   |
| 6 juni WK-kwalificatie № 225 «onderlinge duels» 18:00 uur | Estland | 0 – 2                             | Ierland | A. Le Coq Arena, Tallinn Toeschouwers: 9.300 Scheidsrechter: Marian Salomir (ROM) |
| 6 juni WK-kwalificatie № 225 «onderlinge duels» 18:00 uur |         | 8' Richard Dunne 39' Matt Holland |         | A. Le Coq Arena, Tallinn Toeschouwers: 9.300 Scheidsrechter: Marian Salomir (ROM) |

|                                                      |                                                                     |       |                     |                                                                                 |
| 3 juli Baltic Cup № 226 «onderlinge duels» 18:30 uur | Letland                                                             | 3 – 1 | Estland             | Daugava Stadion, Riga Toeschouwers: 3.500 Scheidsrechter: Darius Miezelis (LTU) |
| 3 juli Baltic Cup № 226 «onderlinge duels» 18:30 uur | Māris Verpakovskis 41' Marian Pahars 50' Vladimirs Koļesņičenko 90' |       | 47' Indrek Zelinski | Daugava Stadion, Riga Toeschouwers: 3.500 Scheidsrechter: Darius Miezelis (LTU) |

|                                                      | |       |                                 |                                                                            |
| 4 juli Baltic Cup № 227 «onderlinge duels» 18:30 uur | Litouwen | 5 – 2 | Estland                         | Daugava Stadion, Riga Toeschouwers: 500 Scheidsrechter: Roman Lajuks (LAT) |
| 4 juli Baltic Cup № 227 «onderlinge duels» 18:30 uur | Orestas Buitkus 37' Deividas Česnauskis 46' Nerijus Vasiliauskas 73' Valdas Trakys 90' Raimondas Vilėniškis 90+1' |       | 7' Aivar Anniste 35' Mark Švets | Daugava Stadion, Riga Toeschouwers: 500 Scheidsrechter: Roman Lajuks (LAT) |

|                                                                |                                         |       |                                                     |                                                                                |
| 15 augustus WK-kwalificatie № 228 «onderlinge duels» 19:00 uur | Estland                                 | 2 – 2 | Cyprus                                              | A. Le Coq Arena, Tallinn Toeschouwers: 5.000 Scheidsrechter: Oleg Chikun (BLR) |
| 15 augustus WK-kwalificatie № 228 «onderlinge duels» 19:00 uur | Indrek Zelinski 51' Jevgeni Novikov 86' |       | 39' Michalis Konstantinou 69' Michalis Konstantinou | A. Le Coq Arena, Tallinn Toeschouwers: 5.000 Scheidsrechter: Oleg Chikun (BLR) |

|                                                                | |       |         |                                                                                      |
| 5 september WK-kwalificatie № 229 «onderlinge duels» 20:30 uur | Nederland                                                                                              | 5 – 0 | Estland | Philips Stadion, Eindhoven Toeschouwers: 28.000 Scheidsrechter: Kyros Vassaras (GRE) |
| 5 september WK-kwalificatie № 229 «onderlinge duels» 20:30 uur | Boudewijn Zenden 16' Mark van Bommel 26' Phillip Cocu 31' Mark van Bommel 36' Ruud van Nistelrooij 44' |       |         | Philips Stadion, Eindhoven Toeschouwers: 28.000 Scheidsrechter: Kyros Vassaras (GRE) |

|                                                              |                                                                              |       |         |                                                                                     |
| 6 oktober WK-kwalificatie № 230 «onderlinge duels» 18:00 uur | Portugal                                                                     | 5 – 0 | Estland | Estádio da Luz, Lissabon Toeschouwers: 80.000 Scheidsrechter: Hartmut Strampe (GER) |
| 6 oktober WK-kwalificatie № 230 «onderlinge duels» 18:00 uur | João Pinto 29' Nuno Gomes 49' Pedro Pauleta 58' Nuno Gomes 64' Luís Figo 78' |       |         | Estádio da Luz, Lissabon Toeschouwers: 80.000 Scheidsrechter: Hartmut Strampe (GER) |

|                                                        |                                                                                 |       |                                         |                                                                                        |
| 10 november Vriendschappelijk № 231 «onderlinge duels» | Griekenland                                                                     | 4 – 2 | Estland                                 | Nikos Goumas Stadion, Athene Toeschouwers: 1.200 Scheidsrechter: Roy Helge Olsen (NOR) |
| 10 november Vriendschappelijk № 231 «onderlinge duels» | Demis Nikolaidis 6' Demis Nikolaidis 10' Vassilis Tsartas 25' Nikos Machlas 39' |       | 44' Kristen Viikmäe 77' Indrek Zelinski | Nikos Goumas Stadion, Athene Toeschouwers: 1.200 Scheidsrechter: Roy Helge Olsen (NOR) |

|                                                        |         |       |            |                                                                                  |
| 14 november Vriendschappelijk № 232 «onderlinge duels» | Estland | 0 – 0 | Kazachstan | Lilleküla Stadion, Tallinn Toeschouwers: 500 Scheidsrechter: Margus Kotter (EST) |
| 14 november Vriendschappelijk № 232 «onderlinge duels» |         |       |            | Lilleküla Stadion, Tallinn Toeschouwers: 500 Scheidsrechter: Margus Kotter (EST) |

## FIFA-wereldranglijst
| JAN | FEB | MAR | APR | MEI | JUN | JUL | AUG | SEP | OKT | NOV | DEC |
| --- | --- | --- | --- | --- | --- | --- | --- | --- | --- | --- | --- |
| 68  | 67  | 69  | 64  | 66  | 77  | 80  | 80  | 81  | 80  | 83  | 83  |

## Hõbepall
Sinds 1995 reiken Estische voetbaljournalisten, verenigd in de Eesti Jalgpalliajakirjanike Klubi, jaarlijks een prijs uit aan een speler van de nationale ploeg die het mooiste doelpunt maakt. In het zevende jaar sinds de introductie van de ereprijs ging de Zilveren Bal (Hõbepall) naar aanvaller Andres Oper voor zijn treffer in het duel tegen Nederland, gemaakt op 2 juni.

## Statistieken
| Martin Kaalma      | 1977-04-14 | FC Flora Tallinn    | 9  | 0 | 0 | 19 | 0  |
| Mart Poom          | 1972-02-03 | Derby County        | 3  | 0 | 0 | 79 | 0  |
| Pavel Kisseljov    | 1980-05-14 | JK Tulevik Viljandi | 1  | 0 | 0 | 1  | 0  |
| Verdediging        |            |                     |    |   |   |    |    |
| Raio Piiroja       | 1979-07-11 | FC Flora Tallinn    | 12 | 1 | 1 |    |    |
| Erko Saviauk       | 1977-10-20 | FC Flora Tallinn    | 9  | 3 | 0 |    |    |
| Andrei Stepanov    | 1979-03-16 | FC Flora Tallinn    | 9  | 0 | 0 | 21 | 0  |
| Urmas Rooba        | 1978-07-08 | FC Midtjylland      | 8  | 3 | 0 |    |    |
| Teet Allas         | 1977-06-02 | FC Flora Tallinn    | 5  | 2 | 0 |    |    |
| Marek Lemsalu      | 1972-11-24 | Start Kristiansand  | 3  | 0 | 0 |    |    |
| Märt Kosemets      | 1981-01-25 | FC Valga            | 2  | 1 | 0 |    |    |
| Viktor Alonen      | 1969-03-23 | JK Tulevik Viljandi | 1  | 2 | 0 | 71 | 0  |
| Taavi Rähn         | 1981-05-16 | JK Tulevik Viljandi | 1  | 1 | 0 | 2  | 0  |
| Middenveld         |            |                     |    |   |   |    |    |
| Martin Reim        | 1971-05-14 | FC Flora Tallinn    | 11 | 1 | 0 |    |    |
| Marko Kristal      | 1973-06-02 | FC Flora Tallinn    | 10 | 2 | 2 |    |    |
| Jevgeni Novikov    | 1980-06-28 | FC Flora Tallinn    | 10 | 1 | 1 | 11 | 1  |
| Kert Haavistu      | 1980-01-18 | FC Flora Tallinn    | 8  | 1 | 0 |    |    |
| Meelis Rooba       | 1977-04-20 | FC Flora Tallinn    | 5  | 0 | 0 |    |    |
| Aivar Anniste      | 1980-02-18 | FC Valga            | 4  | 3 | 1 |    |    |
| Mark Švets         | 1976-10-01 | FC Flora Tallinn    | 2  | 1 | 1 | 16 | 1  |
| Sergei Terehhov    | 1975-04-18 | Brann Bergen        | 1  | 5 | 0 |    |    |
| Liivo Leetma       | 1977-01-20 | TVMK Tallinn        | 0  | 1 | 0 |    |    |
| Aanval             |            |                     |    |   |   |    |    |
| Andres Oper        | 1977-11-07 | Aalborg BK          | 11 | 0 | 2 |    |    |
| Indrek Zelinski    | 1974-11-13 | Aalborg BK          | 9  | 3 | 4 | 78 | 23 |
| Kristen Viikmäe    | 1979-02-10 | Vålerenga IF        | 7  | 1 | 3 |    |    |
| Dmitri Ustritski   | 1975-05-08 | JK Tulevik Viljandi | 1  | 3 | 0 |    |    |
| Aleksander Saharov | 1982-04-22 | FC Flora Tallinn    | 1  | 1 | 0 |    |    |
| Jarmo Ahjupera     | 1984-04-13 | FC Flora Tallinn    | 0  | 1 | 0 |    |    |

EJL · A-internationals · Bondscoaches · Statistieken · Estisch vrouwenelftal · Olympisch elftal · Estland U21 · Estland U20 · Estland U19 · Estland U18 · Estland U17 · Estland U16
1920 – 1929 ·
1930 – 1939 ·
1940 – 1949 ·
1950 – 1990 · 
1990 – 1999 ·
2000 – 2009 ·
2010 – 2019 ·
2020 − 2029
OS 1924
1920 ·
1921 ·
1922 ·
1923 ·
1924 ·
1925 ·
1926 ·
1927 ·
1928 ·
1929 · 
1930 · 
1931 · 
1932 · 
1933 · 
1934 · 
1935 · 
1936 · 
1937 · 
1938 · 
1939 · 
1940 · 
1941 · 
1942 · 
1943 · 1944 · 
1945 · 
1946 · 
1947 · 
1948 · 
1949 · 
1950 – 1990 · 
1991 · 
1992 · 
1993 · 
1994 · 
1995 · 
1996 · 
1997 · 
1998 · 
1999 · 
2000 · 
2001 · 
2002 · 
2003 · 
2004 · 
2005 · 
2006 · 
2007 · 
2008 · 
2009 · 
2010 · 
2011 · 
2012 · 
2013 · 
2014 · 
2015 · 
2016 ·
2017 ·
2018 ·
2019 ·
2020
Albanië ·
Andorra ·
Angola ·
Antigua en Barbuda ·
Argentinië ·
Armenië ·
Azerbeidzjan ·
België ·
Bosnië-Herzegovina ·
Brazilië ·
Bulgarije ·
Canada ·
Chili ·
China ·
Cyprus ·
Denemarken ·
Duitsland ·
Ecuador ·
Egypte ·
El Salvador ·
Engeland ·
Equatoriaal-Guinea ·
Faeröer ·
Fiji ·
Filipijnen ·
Finland ·
Frankrijk ·
Georgië · 
Gibraltar ·
Griekenland ·
Hongarije ·
Hongkong ·
Ierland ·
IJsland ·
Indonesië ·
Irak ·
Israël ·
Italië ·
Jordanië ·
Kazachstan ·
Kirgizië ·
Kroatië ·
Letland ·
Libanon ·
Liechtenstein ·
Litouwen ·
Luxemburg ·
Malta ·
Marokko ·
Mexico ·
Moldavië ·
Montenegro ·
Nederland ·
Nieuw-Caledonië ·
Nieuw-Zeeland ·
Noord-Ierland ·
Noord-Macedonië ·
Noorwegen ·
Oekraïne ·
Oezbekistan ·
Oman ·
Oostenrijk ·
Polen ·
Portugal ·
Qatar ·
Roemenië ·
Rusland ·
Saint Kitts en Nevis ·
San Marino ·
Saoedi-Arabië ·
Schotland ·
Servië ·
Slovenië ·
Slowakije · 
Spanje ·
Tadzjikistan ·
Thailand ·
Trinidad en Tobago ·
Tsjechië ·
Turkije ·
Turkmenistan ·
Uruguay ·
Vanuatu ·
Venezuela ·
Verenigde Arabische Emiraten ·
Verenigde Staten ·
Vietnam ·
Wales ·
Wit-Rusland ·
Zweden ·
Zwitserland